# Servitude et Grandeur des Français. Scènes des années terribles
Servitude et Grandeur des Français. Scènes des années terribles est un roman de Louis Aragon paru en 1945 aux éditions de La Bibliothèque française. Il décrit, en racontant l'histoire d'une famille ordinaire, la Résistance française, surtout celle des communistes sous l'occupation allemande pendant la Seconde Guerre mondiale. Aragon n'y omet pas la collaboration d'une partie des Français avec le régime nazi.